# تکلا (تئوفیلوس)
تکلا (یونانی: Θέκλα؛ Early 820s or 830s – After 870) تکلا (به یونانی: Θέκλα؛ اوایل دهه ۸۲۰ یا ۸۳۰ - پس از ۸۷۰) یک شاهدخت در امپراتوری بیزانس بود. او دختر امپراتور تئوفیلوس و ملکه تئودورا بود. طبق کتابی به نام The De Ceremoniis که در مورد پروتکل و تاریخ درباری است، تکلا در صومعه ای به نام گاستریا به همراه مادرش و خواهرانش آناستازیا و پولچریا به خاک سپرده شد.